# Raiffeisenbank Mehring-Leiwen
Die Raiffeisenbank Mehring-Leiwen eG ist eine Genossenschaftsbank mit Sitz in der rheinland-pfälzischen Gemeinde Leiwen im Landkreis Trier-Saarburg.

## Geschichte
Die heutige Raiffeisenbank Mehring-Leiwen eG wurde am 5. Januar 1905 in Mehring gegründet. Sie entstand im Jahr 1996 durch die Fusion der Raiffeisenbank Leiwen eG mit dem Sitz in Leiwen mit der Raiffeisenbank Mehring eG mit dem Sitz in Mehring. Zuvor fanden folgende Fusionen statt:
- Im Jahr 1968 fusionierten die Raiffeisenkasse Büdlich eGmbH mit dem Sitz in Büdlich mit der Raiffeisenkasse Heidenburg eGmbH mit dem Sitz in Heidenburg zur Raiffeisenkasse Büdlich-Heidenburg eGmbH mit dem Sitz in Büdlich
- Im Jahr 1970 fusionierte die Raiffeisenkasse Büdlich-Heidenburg eGmbH mit der Raiffeisenbank Leiwen eGmbH
- Ebenfalls im Jahr 1970 fusionierte die Raiffeisenkasse Longen-Lörsch eGmbH mit dem Sitz in Longen mit der Raiffeisenbank Mehring eGmbH
- Im Jahr 1979 fusionierte die Raiffeisenkasse Klüsserath eG mit dem Sitz in Klüsserath mit der Raiffeisenbank Leiwen eG
- Im Jahr 1990 fusionierte die Raiffeisenbank Detzem eG. mit dem Sitz in Detzem mit der Raiffeisenbank Leiwen eG

## Rechtsverhältnisse
Die Raiffeisenbank Mehring-Leiwen eG ist im Genossenschaftsregister beim Amtsgericht Wittlich unter GnR 1030 eingetragen.

## Organisationsstruktur
Rechtsgrundlagen sind das Genossenschaftsgesetz und die durch die Generalversammlung beschlossene Satzung. Organe der Bank sind der Vorstand, der Aufsichtsrat und die Generalversammlung.

## Sicherungseinrichtung
Die Raiffeisenbank Mehring-Leiwen eG ist der amtlich anerkannten Sicherungseinrichtung des Bundesverbandes der Deutschen Volksbanken und Raiffeisenbanken GmbH und der zusätzlichen freiwilligen Sicherungseinrichtung des Bundesverbandes der Deutschen Volksbanken und Raiffeisenbanken e.V. angeschlossen.

## Geschäftsausrichtung
Die Raiffeisenbank Mehring-Leiwen eG betreibt das Universalbankgeschäft. Im Verbundgeschäft arbeitet sie mit der DZ Bank, R+V Versicherung, Bausparkasse Schwäbisch Hall, Teambank, VR Leasing,  DZ Hyp und der Union Investment zusammen.

## Geschäftsgebiet
Das Geschäftsgebiet liegt im Osten des Landkreises Trier-Saarburg.
An diesen Orten betreibt die Bank Filialen:
- Leiwen (Hauptstelle, jur. Sitz)
- Mehring (Geschäftsstelle)

In Thörnich und Leiwen befindet sich jeweils ein Raiffeisen-Markt.